# K-11
Pour les articles homonymes, voir K11.
Pour plus de détails, voir Fiche technique et Distribution.
K-11 est un film américain écrit et réalisé par Jules Mann-Stewart, sorti en 2012. 

## Synopsis
K-11 est le nom donné à une section de la prison de Los Angeles où sont réunis tous ceux qui ne peuvent effectuer leur peine au milieu des autres prisonniers. Les gardiens y placent ainsi les homosexuels ou tous ceux dont l'aspect ou le comportement dérange les autres prisonniers. Le film commence quand un détenu se réveille au K-11 sans savoir comment il s'y est retrouvé. Il va découvrir ses autres codétenus, gays, fous ou juste différents qui forment une sorte de famille aussi sympathique que déjantée. Il va ainsi faire la connaissance de Butterfly (Portia Doubleday), une détenue trans.

## Fiche technique
- Titre original : K-11
- Réalisation : Jules Mann-Stewart
- Scénario : Jared Kurt (histoire, écrit), Jules Mann-Stewart (écrit)
- Producteur : John McAdams
- Pays d'origine :  États-Unis
- Langue : Anglais
- Genre : Film dramatique

## Distribution
- Goran Visnjic : Raymond Saxx Jr.
- Portia Doubleday : Butterfly
- Kate del Castillo : Mousey